# Faunistyka
Faunistyka – dyscyplina zoologii zajmująca się opisem faun określonych terenów i okresów geologii; rozwinęła się bujnie od czasu Karola Linneusza, wraz z rozwojem systematyki organizmów; w zakres faunistyki wchodzi badanie rozmieszczenia zwierząt i wyróżnianie tzw. elementów faunistycznych, czemu służą obserwacje terenowe i kolekcje okazów zwierząt danej grupy; faunistyka jest podstawą innych działów zoologii, gł. zoogeografii.